# Lancha del Genil
Lancha del Genil es un barrio de la ciudad de Granada, provincia de Granada, comunidad autónoma de Andalucía, España.

## Localización
Situado a cuatro kilómetros del centro urbano de la misma en dirección a Sierra Nevada, es junto con los barrios de Bobadilla y, especialmente, El Fargue, uno de los barrios situados fuera de los límites urbanos de la ciudad. De hecho, la Lancha del Genil es comúnmente conocida como Lancha de Cenes, debido a que está más cerca del municipio de Cenes de la Vega que de la propia ciudad de Granada.

## Accesos
Lancha del Genil está atravesada por la Carretera de Sierra Nevada, que hasta hace unos años era el acceso principal a la estación de esquí Solynieve, en Monachil. La calle principal de Lancha del Genil es la calle Ordesa, que discurre paralela a la citada carretera.

## Tipología y sociedad
En los últimos años se han construido viviendas unifamiliares y pequeños bloques de viviendas de clase media y media-alta en las vías que van del barrio a la ciudad, contraponiéndose al sector central del barrio (calle Ordesa y perpendiculares), ocupado por casas bajas construidas en los años 50 y 60, y al sector más cercano a Cenes de la Vega, en el que se alzan varios bloques de mediana altura, promovidos institucionalmente, que han sido ocupados de forma habitual por las clases populares. Es un barrio muy atractivo para la vida de familias debido a su tranquilidad y cercanía tanto al campo como al centro de la ciudad. Es un barrio exento de contaminación tanto ambiental como acústica, muy recomendable para practicar deporte al aire libre.

## Urbanizaciones y anexos
Entre la ciudad de Granada y este barrio existen, a ambos lados de la carretera de Sierra Nevada, algunas pequeñas urbanizaciones, así como cármenes y fincas privadas de nivel alto.